# Eschlbach (Leiblfing)
Eschlbach ist ein Ortsteil der Gemeinde Leiblfing und eine Gemarkung im Landkreis Straubing-Bogen. Bis 1971 bildete es eine selbstständige Gemeinde.

## Lage
Das Kirchdorf Eschlbach liegt etwa zwei Kilometer nordwestlich von Leiblfing am Eschlbacher Wiesenbach, einem linken Zufluss der Aiterach. Durch den Ort verläuft die Kreisstraße SR 18 und hier beginnt die Kreisstraße SR 65 nach Hainsbach.

## Geschichte
Die ursprünglichen Besitzer von Eschlbach wie von Leiblfing waren die Grafen von Leonsberg. Eschlbach gehörte zum Landgericht Leonsberg und kam bei dessen Aufteilung 1803 zum Landgericht Straubing. Die Gemeinde Eschlbach wurde erst 1821 aus den Orten Eschlbach, Hausmetting und Klöpfach der Gemeinde Metting, Oberwalting der Gemeinde Obersunzing und Saulbach der Gemeinde Feldkirchen gebildet. Sie gehörte zuletzt zum Landkreis Straubing und wurde am 1. April 1971 im Zuge der Gebietsreform in Bayern in die Gemeinde Leiblfing eingegliedert.

## Sehenswürdigkeiten
- Filialkirche St. Leonhard. Der Barockbau wurde 1716 errichtet.
- Siehe auch Liste der Baudenkmäler in Leiblfing

## Vereine
- Birkengmoa
- Fischerfreunde Obereschlhaderbrunn
- Freiwillige Feuerwehr Eschlbach
- Landfrauen Eschlbach
- Schützenkameradschaft Eschlbach